# Kostroma (miasto)
Kostroma (ros. Кострома) –  miasto obwodowe w Rosji, port nad Wołgą, przy ujściu rzeki Kostroma. Miasto w 2020 roku liczyło 276 929 mieszkańców.
Od 1932 roku w mieście działa Wojskowa Akademia Obrony Radiologicznej, Przeciwchemicznej i Biologicznej. W tutejszym żeńskim Monasterze Bogojawlensko-Anastasina przechowywana jest jedna z najważniejszych ikon prawosławia – Fiodorowska Ikona Matki Bożej.
W mieście rozwinął się przemysł włókienniczy, drzewny, maszynowy, obuwniczy, metalowy oraz spożywczy.

## Sport
- Dinamo Kostroma – klub piłkarski
- Spartak Kostroma – klub piłkarski

## Miasta partnerskie
- Akwizgran, Niemcy
- Durham, Wielka Brytania[3]
- Durham, Stany Zjednoczone
- Hyvinkää, Finlandia
- Toyama, Japonia
- Cetynia, Czarnogóra
- Samokow, Bułgaria

## Galeria

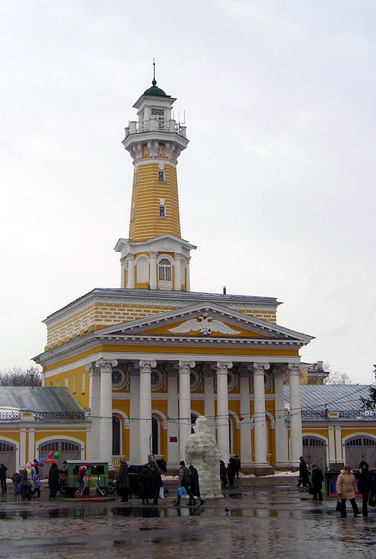
Stara wieża obserwacyjna straży pożarnej w Kostromie.
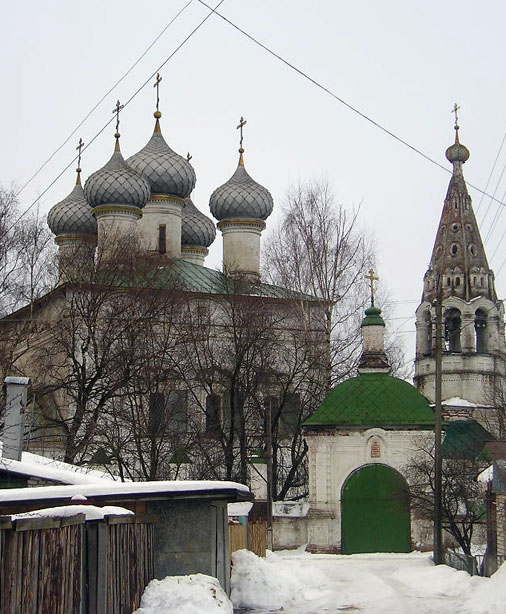
Cerkiew św. Jana w Kostromie.
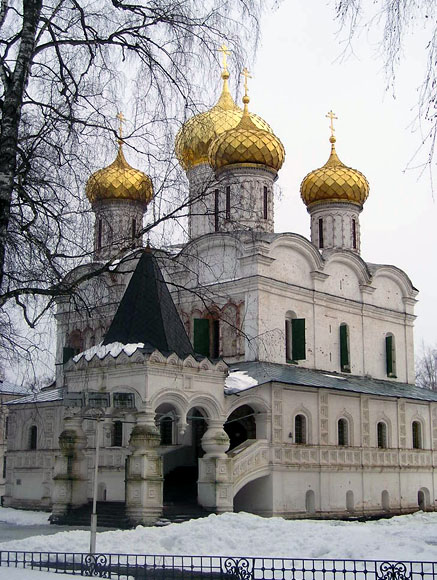
Katedra Klasztoru Ipatiewskiego w Kostromie.
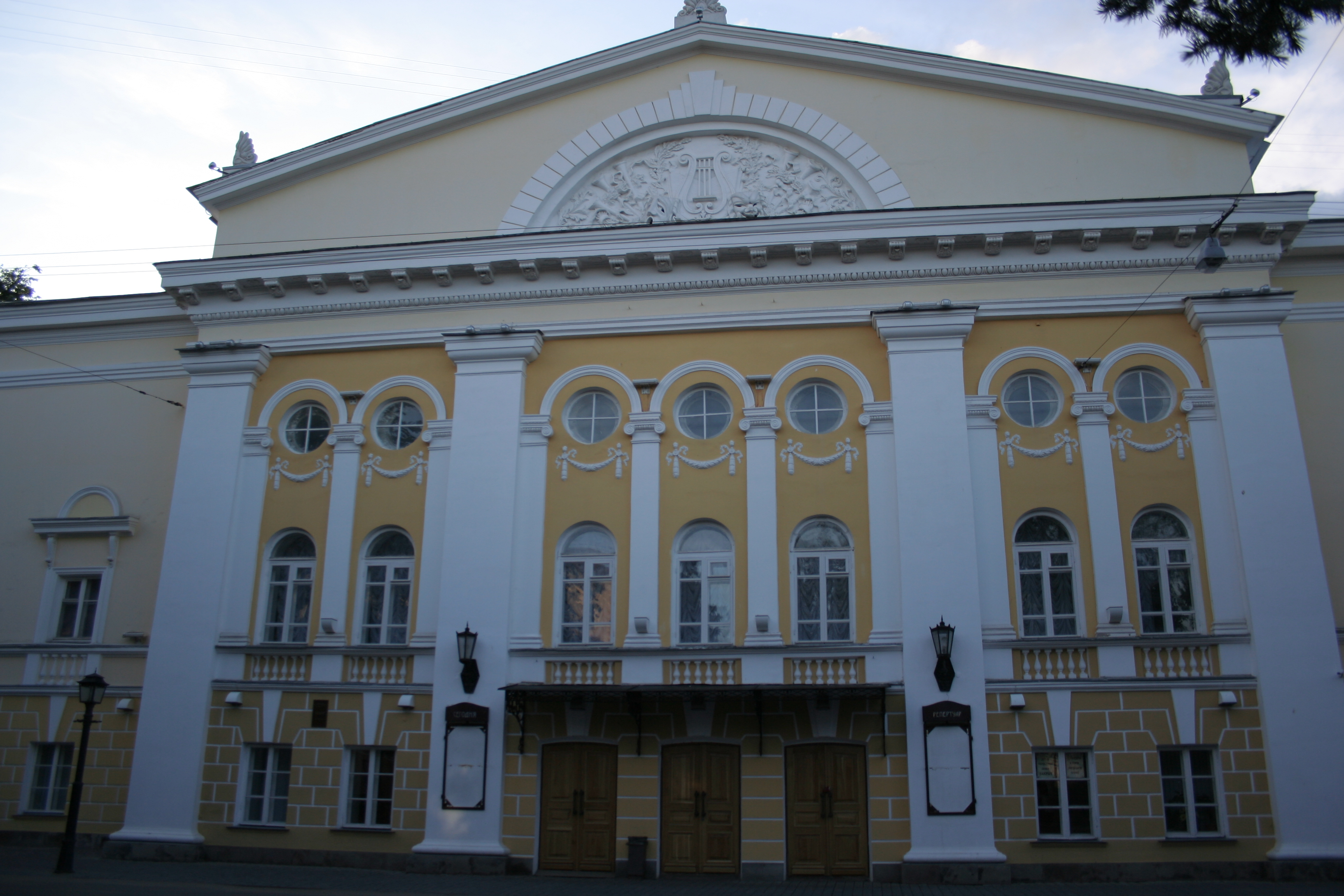
Teatr
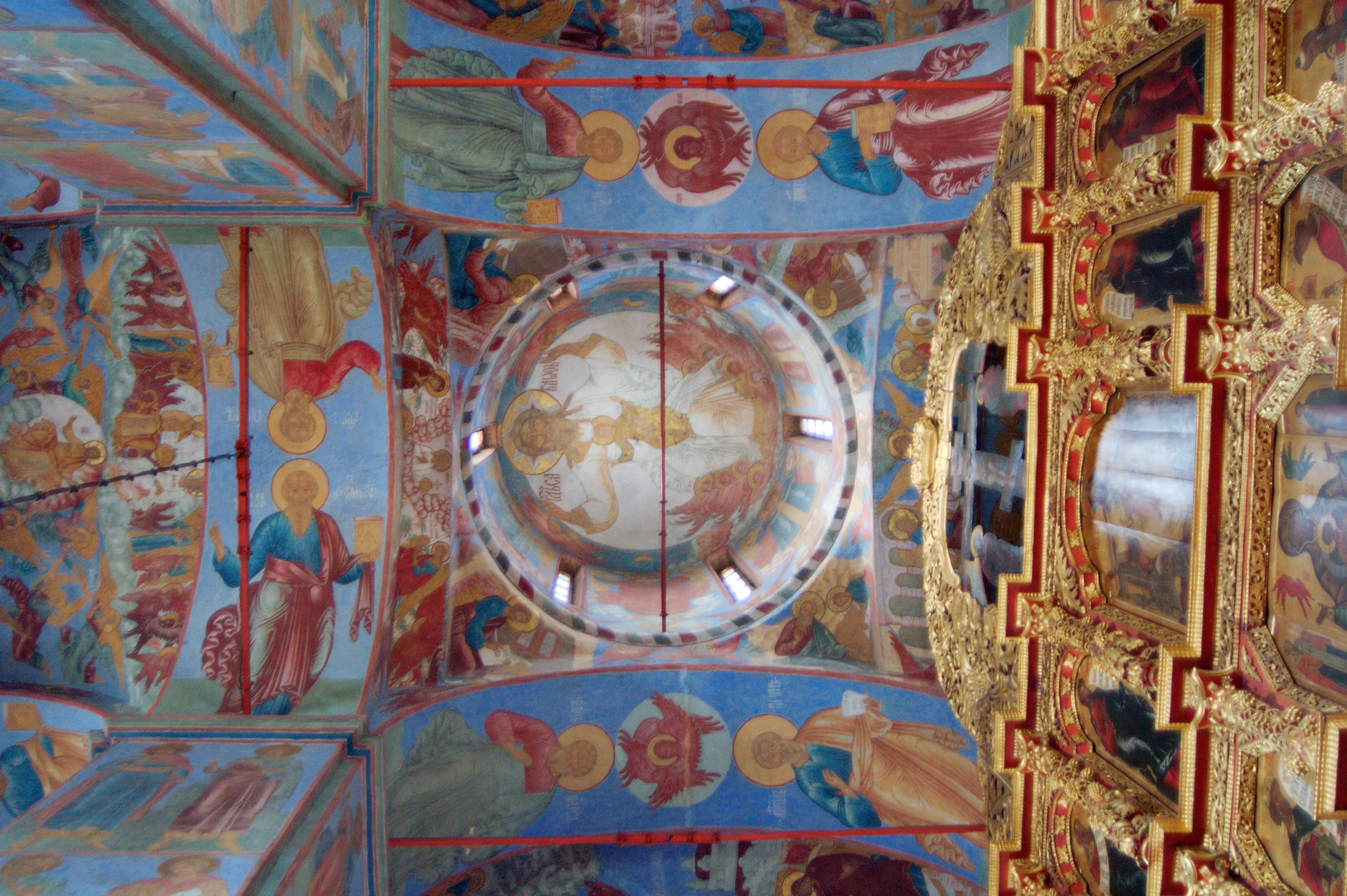
Freski nad ikonostasem głównej katedry Monasteru Ipatiewskiego